# Alttar
Alttar é uma banda de rock cristão formada na cidade de São Luís, Maranhão.

## História
A banda Alttar iniciou suas atividades no ano de 2005, com a junção de músicos já conhecidos no cenário gospel local de São Luís.
Durante seus primeiros seis anos de existência, a banda batalhou para a gravação de um trabalho autoral. Neste período, tocou em vários shows locais, festivais, e diversas apresentações, sempre tendo bom reconhecimento por parte do público.
Em dezembro de 2011, o primeiro álbum do grupo, intitulado Novos Céus foi lançado em um grande show que aconteceu no dia 17 de dezembro na Quadra de esportes do Colégio Batista do João Paulo, em São Luís.
Em abril de 2012, o renomado guitarrista Ozielzinho (um dos integrantes pioneiros da banda) deixa o grupo para se dedicar à carreira solo e projetos pessoais.
Em junho de 2015 o tecladista Elienai Soares, por motivos pessoais, deixa a banda.[carece de fontes?]
Em setembro do mesmo ano, a banda anuncia seu segundo álbum: Renovatti (palavra do latim, que significa renovação). No mês seguinte, é divulgada a capa do cd, elaborada por Gustavo Sazes (designer gráfico responsável pela capa de artistas como Angra, Almah, Kiko Loureiro, James LaBrie, Kamelot, Arch Enemy, Oficina G3, entre outros).

## Discografia
- (2011) - Novos Céus
- (2015) - Renovatti